# Сражение при Амберге (1796)
Сражение при Амберге (нем. Schlacht bei Amberg) — арьергардное сражение, произошедшее 23-24 августа 1796 года возле Амберга, города в Баварии, между французской Самбро-Маасской армией генерала Журдана и австрийскими войсками Вартенслебена. Это сражение стало поворотным моментом в Рейнской кампании, в которой ранее французы добивались успехов.

## Перед сражением
Стратегия австрийского главнокомандующего в южной Германии эрцгерцога Карла заключавшаяся в том, чтобы отступать перед двумя превосходящими французскими армиями и найти возможность объединиться с войсками Вартенслебена, чтобы выступить против одной из них, до середины августа 1796 года не удавалась. Изменения в австрийской судьбе произошли, когда бдительный кавалерийский генерал-майор Фридрих Йозеф, граф Науэндорф, обнаружил эту возможность во время обширной разведки. Он отправил записку эрцгерцогу Карлу: «Если Ваше королевское Высочество выдвинет или сможет выдвинуть 12 000 человек в тыл Журдана, тот погиб». Карл оставил 30 000 человек под командованием Латура, чтобы наблюдать за армией Моро, и поспешил на север с 27 000 человек, чтобы найти войска Журдана.
Перейдя в наступление, эрцгерцог Карл решил двинуться через Кастель к Амбергу с основными силами, чтобы выйти на фланг и тыл Журдана, в то время как Вартенслебен должен был перейти через Наб и атаковать французов с фронта. 22 августа в Ноймаркт-ин-дер-Оберпфальц Карл отбросил одну из дивизий Журдана под командованием Жана-Батиста Бернадота. Это выводило эрцгерцога прямо на правый тыл французов.

## Ход сражения
Утром 23 августа генерал Журдан получил от Бернадота донесение о наступлении эрцгерцога Карла, поэтому решил поспешно отступить, предварительно отправив к Зульцбаху обозы. В 11 вечера французские войска снялись с позиции и утром 24-го отступили за Амберг, за исключением дивизии Колло, которая была задержана обозами шедшей впереди её дивизии Гренье и расположилась на левом берегу Фильса впереди Амберга. Журдан, решив избегать серьезного столкновения, ограничился высылкой густых цепей для задержания неприятеля.
Австрийский фельдцейхмейстер Вартенслебен заметил отступление войск противника и немедленно в полночь переправил большую часть своей кавалерии через реку Наб у Шварценфельда, а затем и остальные войска, с которыми немедленно двинулся к Амбергу.
Вартенслебен наступал двумя колоннами: правой, Края (9 батальонов и 24 эскадрона) — на Энгельштедт, и левой, под своим командованием, (13 батальонов и 22 эскадрона) — на Гермерсдорф; два фланговых конных отряда шли: правый — к Ашаху и левый — к Лангенфельду. Последний сильно задержался восстановлением Швандорфского моста, и поэтому Вартенслебен выделил Гадика с 2 батальонами и 20 эскадронами для удержания кавалерии Шампионне и Гренье, собравшейся у Газельмюле. Гадик форсировал переправу через Фильс, завязав артиллерийский бой с дивизией Шампионне. Одновременно Вартенслебен и Край пошли на штурм позиций дивизии Колло у Мариагильфеберга (к востоку от Амберга). Эрцгерцог Карл, который также наступал в направлении Амберга, отправил Вартенслебену семь тысяч из своих войск, чтобы содействовать его атакам на французов.
Журдан, видя невозможность удержаться при Амберге, начал отступление к Зульцбаху. Войска, стоявшие западнее города, отступили без затруднений, за исключением дивизии Колло.
Дивизия Колло с двух сторон была подвергнута атаками превосходящими силами. Она переправилась через Фильс только благодаря мужеству арьергарда бригадного генерала Мишеля Нея, который, при выходе из Амберга, был настигнут кавалерией противника и окружен со всех сторон. Ней пробился, став во главе своих эскадронов, но его пехота (два батальона) тщетно пыталась отступить, построив каре; она отбила несколько атак австрийской кавалерии, но, наконец, была опрокинута и рассеяна. 700 человек попали в плен, а все потери французов за этот день достигли 2000 человек.

## Результаты
С наступлением ночи бой прекратился, и австрийцы расположились около Амберга на позициях, оставленных противником: правым флангом к Альтмаленгофу и левым — к Обер-Амерталю. Эрцгерцог Карл признал успех в сражении при Амберге недостаточным, так как дал возможность французам уклониться от дальнейших ударов.